# Carlos Jiménez Villarejo

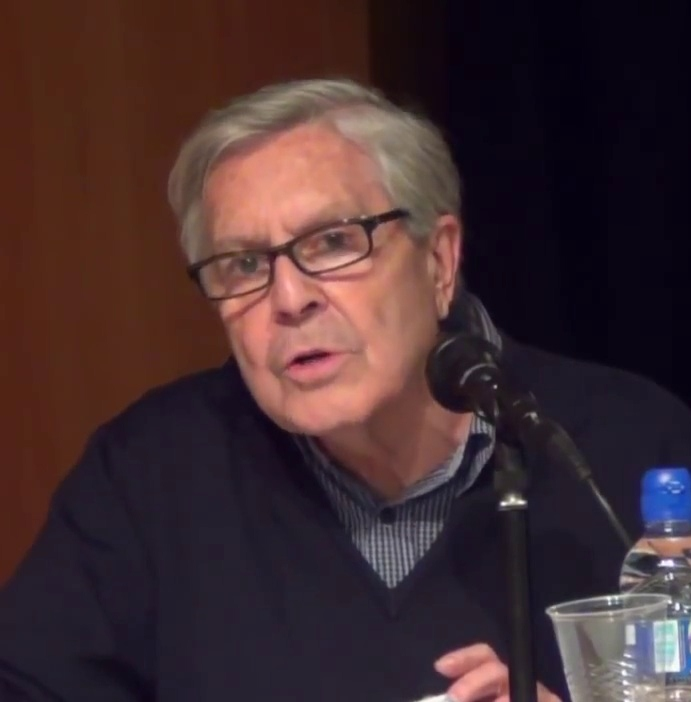
Carlos Jiménez Villarejo

Carlos Jiménez Villarejo (* 3. Juni 1935 in Málaga) ist ein spanischer Politiker der Podemos und Staatsanwalt.

## Leben
Jiménez Villarejo studierte Rechtswissenschaften an der Universität Granada und ist als Staatsanwalt in Spanien tätig. Er wurde im Mai 2014 zum Abgeordneten im Europäischen Parlament gewählt, trat aber kurz danach zurück. Sein Amt übernahm Tania González Peñas.